# Krestomati
Krestomati (från grekiskans chrestomatheia, vetgirighet, inhämtande av nödvändiga kunskaper) är en samling utdrag eller kortare texter ur flera olika antika författares skrifter.
Viktiga krestomatier är särskilt de senantika som Proklos som i stor utsträckning bygger på annars förlorat material. Har en snarlik betydelse som antologi.